# Lüllingen-De Klus
Die Ortschaft Lüllingen-De Klus liegt am unteren Niederrhein im Nordwesten von Nordrhein-Westfalen, ist ein Stadtteil von Geldern und mit rund 919 Einwohnern die kleinste Ortschaft im Stadtgebiet (Stand: 31. Oktober 2023).

## Geschichte
Erstmals wird Lüllingen zwischen 1090 und 1120 urkundlich durch Renteneinkünfte des Stift Kaiserwerth „in lollengen“ erwähnt. Bis zum 1. Juli 1969 war Lüllingen ein Ortsteil von Walbeck; das Dorf wurde zusammen mit Walbeck, Kapellen, Pont, Veert und Vernum (mit Hartefeld) in die Stadt Geldern eingemeindet. Am 19. Dezember 2019 wurde der Ort in 'Lüllingen-De Klus' umbenannt.

## Sehenswürdigkeiten

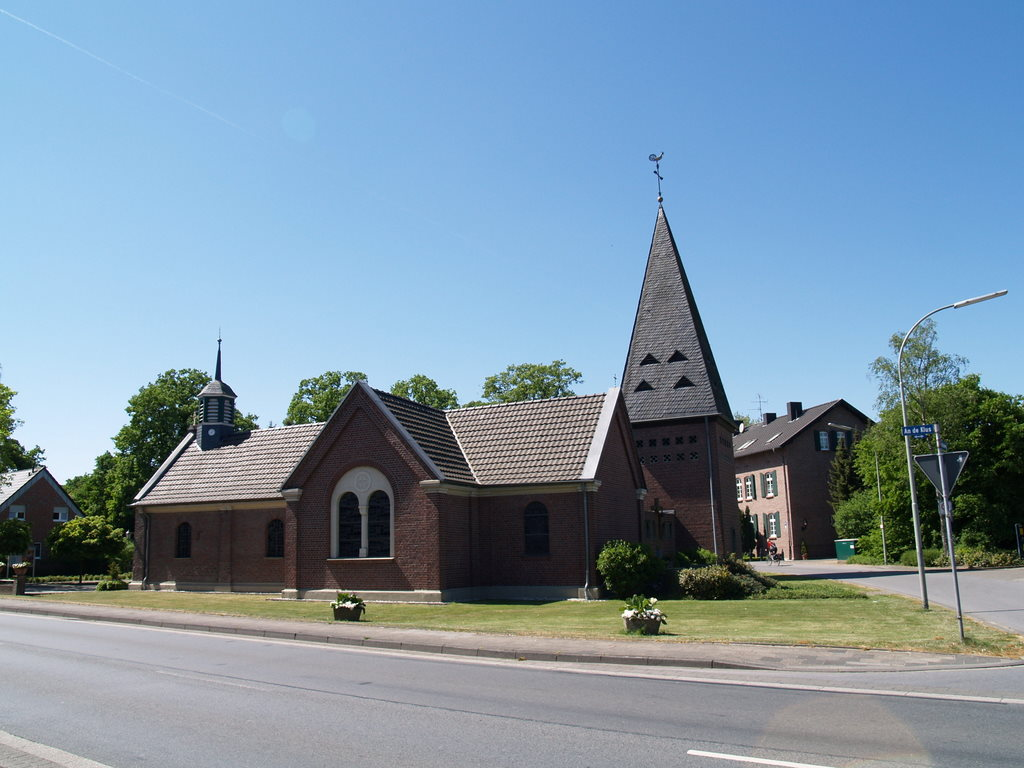
Rochuskapelle

### Kapelle St. Rochus
Die kleine einschiffige Backsteinkapelle hat ein Satteldach aus dem Jahr 1747. Die Inschrift der Steinplatte an der Tür „S ROCHE /A 1747 E“ bedeutet: „für den heiligen Rochus im Jahre 1747 errichtet“. Die Grundsteinlegung für eine Erweiterung der Kirche im neuromantischen Stil erfolgte am 20. Oktober 1921. Die kleine Kirche wurde um ein Querhaus und Chor nach Entwürfen des Architekten Voss (Kevelaer) erweitert. Im Innern befindet sich eine mit 156 cm fast lebensgroße farbig gefasste Figur des heiligen Rochus aus dem 18. Jahrhundert.

### Kapelle in Geniel
Die kleine backsteinerne Kapelle von 1655 wurde am 9. Mai 1989 in die Denkmalliste unter der Nummer A 55 aufgenommen. Eine Capella in Nyll ist ab 1500 belegt. Das Altarbild, ein Ölgemälde von Mathias Boers aus dem Jahre 1926, zeigt den heiligen Antonius mit Schwein vor der Genieler Kapelle.
Neben den sakralen Bauten stehen noch die ehemalige Molkerei (Genieler Straße 1, Nr. A 55) und das ehemalige „Grenzaufseher-Wohnhaus“ (Rochusweg 4–6, Nr. A 207) auf der Denkmalliste.

## Wirtschaft
Der Hauptteil der Wirtschaft besteht aus dem Anbau und Verkauf von Blumen.
Hierbei handelt es sich hauptsächlich um Azaleen und Heidepflanzen.
Diese werden in verschiedenen Betrieben und Gärtnereien in großer Stückzahl nachhaltig produziert.

## Sport
Der örtliche Sportverein ist der SV Lüllingen 1958 e.V. Der Erste Vorsitzende ist Arne van Lipzig. Für die zusätzliche Finanzierung des Vereins wurde der Förderverein des SV Lüllingen 1958 e.V. gegründet. Zusätzlich gibt es eine unterstützende Initiative des SV Lüllingen für die Deutsche Krebshilfe.
Derzeit besitzt der 1958 gegründete Sportverein nur eine Mannschaft in der Fußballabteilung, die Herrenmannschaft in der Kreisliga C. Bis zu der Saison 2019/20 hatte der Verein zudem eine Altherrenmannschaft. Zuletzt stellte Lüllingen in der Saison 2017/18 eine B-Jugendmannschaft, seitdem vertritt keine Jugendmannschaft den SV Lüllingen in Vereinsspielen. Außerdem vertrat bis zur Saison 2015/16 eine Zweitvertretung den Verein im Herrenbereich. 